# Quyền LGBT ở Sri Lanka
Quyền LGBTIQ (tiếng Sinhala: ලිංගිකාව, සමලිංගික, ද්වීලිංගික සහ ට්රාන්ස්ගේඩර්; tiếng Tamil: லெஸ்பியன், கே, இருபால் மற்றும் திருநங்கை) ở Sri Lanka hầu hết vẫn bị đàn áp kể từ thời thuộc địa. Khung pháp lý của hòn đảo thiếu khái niệm xem xét tư pháp, điều đó có nghĩa là tòa án tối cao không thể tạo ra hoặc bãi bỏ luật pháp - nhiều nhất là nó có thể từ chối thực thi luật.
Một luật pháp Anh 135 tuổi hình sự hóa tình dục đồng tính vẫn còn trên sách, tuy nhiên luật pháp là cả de jure và de facto không hoạt động và đã được mô tả là coi thường. Bộ Tư pháp Hoa Kỳ đã viết rằng cảnh sát "không tích cực bắt giữ và truy tố những người tham gia hoạt động LGBTIQ" và các điều khoản cũng được báo cáo là không dẫn đến bất kỳ kết án nào cho đến nay mặc dù "đã nhận được các khiếu nại của pháp luật bởi cảnh sát". Nó cũng đã được phán quyết không thể thi hành bởi Tòa án tối cao. Sri Lanka đã thực thi luật chống phân biệt đối xử đối với người đồng tính như là một phần của hiến pháp và kế hoạch hành động nhân quyền. Nó đã được công nhận là người chuyển giới trong một thời gian rất dài và đã giúp người chuyển giới dễ dàng xác định và chuyển đổi hơn trong những năm gần đây. Một số báo cáo nói rằng khái niệm giới tính thứ ba đã thoát khỏi hòn đảo, tuy nhiên các khái niệm nhị phân được tìm thấy tương tự như giới tính thứ ba.
Tuy nhiên, nhiều nhóm thiểu số tình dục không đấu tranh chống lại sự phân biệt đối xử như vậy, bao gồm cả sự quấy rối của cảnh sát, vì họ có thể bị đóng cửa vì chứng sợ đồng tính mà họ phải đối mặt trong cuộc sống cá nhân và điều này có thể khiến họ sợ hãi bị loại ra trong quá trình chống phân biệt đối xử.

## Công nhận và bảo vệ chống phân biệt đối xử

### Giới tính

#### Mục 365
Mục 365 đã hình sự hóa đồng tính luyến ái, nhưng nó được coi là không hoạt động, với một số cửa hàng nhất định báo cáo tình hình là hợp pháp.

#### Tòa án Tối cao
Tòa án tối cao Sri Lanka đã công nhận rằng "tư duy đương thời, rằng quan hệ tình dục đồng thuận giữa những người cùng giới không nên bị chính quyền nhà nước xử lý cũng không phải là căn cứ để hình sự hóa".

#### Chính quyền
Cả chính phủ xã hội chủ nghĩa Rajapaska và chính phủ bảo thủ của Sirisena đều tuyên bố rằng "phân biệt đối xử với người LGBT là vi hiến và việc áp dụng các mục 365 và 365A theo cách phân biệt đối xử với người LGBT là vi hiến".

### Luật gia đình
Luật gia đình Sri Lanka không công nhận hôn nhân đồng giới hoặc kết hợp dân sự.

### Luật chống phân biệt đối xử

#### Tòa án Tối cao
Tòa án tối cao Sri Lanka đã công nhận rằng "tư duy đương thời, rằng quan hệ tình dục đồng thuận giữa những người cùng giới không nên bị chính quyền nhà nước xử lý cũng không phải là căn cứ để hình sự hóa".

#### Bảo vệ hiến pháp
Chính phủ Sri Lanka đã báo cáo với Ủy ban Nhân quyền Liên Hợp Quốc vào ngày 7-8 tháng 10 năm 2014 rằng các nhóm thiểu số tình dục hiện được bảo vệ theo luật chống phân biệt đối xử hiện hành được quy định trong Hiến pháp. Chính phủ Sri Lanka tuyên bố rằng các biện pháp bảo vệ như vậy là "ngầm định trong hiến pháp Sri Lanka và Chính phủ sẽ đưa ra các biện pháp bảo vệ như vậy "rõ ràng" thông qua luật mới
Tuy nhiên, phân biệt đối xử chống lại thiểu số tình dục vẫn còn là một vấn đề.  Một số luật sư và tổ chức từ thiện đã kêu gọi từ ngữ cụ thể trong hiến pháp nói rằng phân biệt đối xử đối với người thiểu số tình dục là bất hợp pháp.

#### Pháp luật
Năm 2017, Chính phủ cũng quyết định cập nhật Kế hoạch hành động nhân quyền của họ với một phụ lục cấm phân biệt đối xử với ai đó dựa trên xu hướng tính dục của người đó. Both the socialist government of Rajapaska and the conservative government of Sirisena have stated " that discrimination against LGBT people was unconstitutional and that the application of sections 365 and 365A in a manner that was discriminatory against LGBT persons was unconstitutional".

### Bản dạng giới

#### Chuyển giới
Một bệnh nhân muốn trải qua chuyển đổi giới tính (SRS) phải tham khảo ý kiến bác sĩ tâm thần để đánh giá ban đầu. Nếu người được coi là có tình trạng tâm thần tốt, một lá thư chính thức xác nhận điều này có thể được ban hành.  Bây giờ bệnh nhân có thể bắt đầu trải qua liệu pháp hormone cần thiết trước khi có bất kỳ can thiệp phẫu thuật nào. Nó thường có thể gây rắc rối để tìm các nhà trị liệu hiểu biết về các vấn đề chuyển giới.
Hiện tại, các cá nhân chuyển giới có thể nhận được một chứng minh nhân dân mới từ Cục Đăng ký Người phù hợp với danh tính giới tính của họ, khi cung cấp tài liệu chính xác cho bộ.  Tuy nhiên, nhiều cá nhân chuyển giới phàn nàn rằng họ không thể có được các tài liệu cần thiết (chủ yếu là ghi chú y tế) và do đó không thể tự đăng ký ID mới.

#### Liên giới tính
Chứng khó nuốt giới vẫn được phân loại là một vấn đề sức khỏe tâm thần.

### Giới tính thứ ba
Khái niệm về giới tính thứ ba không được công nhận theo luật Sri Lanka.

Bản đồ cờ LGBT của Sri Lanka

## Bảng tóm tắt
| Tính hợp pháp của hoạt động tình dục đồng giới        | Điều 365A hình sự hóa "giao cấu xác thịt chống lại trật tự tự nhiên", bao gồm cả những người đồng tính luyến ái trong thời đại Anh nhưng hiện không bị ép buộc và không hoạt động theo phán quyết của Tòa án Tối cao, với một số nguồn tin mô tả tình huống bị coi thường vì o Chính phủ tuyên bố luật pháp không áp dụng Đồng tính luyến ái |
| Luật chống phân biệt đối xử                           | Yes |
| Con nuôi của các cặp vợ chồng đồng giới               | No |
| Con nuôi chung của các cặp đồng giới                  | (Chỉ kết hôn) |
| Người LGBT được phép phục vụ công khai trong quân đội | No |
| Quyền thay đổi giới tính hợp pháp                     | Yes |
| Công nhận giới tính thứ ba                            | No |
| Truy cập IVF cho đồng tính nữ                         | No |
| Mang thai hộ thương mại cho các cặp đồng tính nam     | No |
| NQHN được phép hiến máu                               | [ 23 ] |